# Кусака, Нао
Нао Кусака (яп. 日下尚; 20 ноября 2000, Такамацу, Кагава, Япония) — японский борец греко-римского стиля, олимпийский чемпион 2024 года, призёр чемпионата мира.

## Карьера
В 2017 году Нао Кусака занял 5 место на чемпионате мира среди кадетов в Афинах. Год спустя в 2018 году он завоевал бронзовые медали на чемпионате Азии среди юниоров в Нью-Дели и на чемпионате Японии среди взрослых. В середине октября 2022 года на чемпионате мира среди спортсменов до 23 лет в испанской Понтеведре в схватке за 3 место одолел иранца Мохаммада Резу Мохтари, став бронзовым призёром. 22 сентября 2023 года на чемпионате мира в Белграде в малом финале одержал победу над Арамом Варданяном из Узбекистана, завоевав бронзовую медаль.
На летних Олимпийских играх 2024 года в Париже, в весовой категории до 77 кг стал обладателем золотой медали. В финальной схватке поборол казахского спортсмена Демеу Жадраева.

## Достижения
- Чемпионат мира по борьбе среди спортсменов до 23 лет 2022 — ;
- Чемпионат мира по борьбе 2023 — ;